# Sideroxylon cartilagineum
Sideroxylon cartilagineum es una especie de plantas de la familia Sapotaceae, algunos de sus nombres comunes son: cerezo, capulincillo, guencho, huizilacate. Especie endémica de México.

## Clasificación y descripción
Es un árbol perennifolio (que no pierde sus hojas), mide aproximadamente de 8 a 12 m de alto, tronco de hasta 80 cm de diámetro cerca de la base, muy ramificado a partir de unos 2 a 3 m; ramas jóvenes subglabras (que tienen un poco de pelo), corteza rasgada y algo escamosa, por lo general sin lenticelas, espinas axilares simples, de 0,5 a 1,5 cm de largo; hojas arregladas en espiral, no agrupadas en la punta de las ramillas, pecíolo de (2)6 a 10 mm de largo, no acanalado.
Los sépalos de la flor son 5, ovados, elípticos a lanceolados, de 3 a 3,5 mm de largo, generalmente engrosados en la base después de la antesis (la antesis es la apertura de la flor para la polinización); corola (la corona formada por los pétalos) de 4 a 5 mm de largo; estambres 5, glabros, filamentos de (2)2,5 a 3,5 mm de largo, anteras de aproximadamente 1,5 mm de largo, estaminodios 5, de 1,5 a 2,5 mm de largo; antesis de 3,5 a 4,5 mm de largo, glabro; fruto elipsoide, de 1,4 a 2 cm de largo, de 0,7 a 1 cm de ancho, adelgazándose y finamente redondeado hacia el ápice, base redondeada, liso, glabro, jugoso; semilla solitaria, de 1 a 1,4 cm de largo, ápice puntiagudo, testa dura, lisa, brillante, cotiledones plano-convexos, endospermo delgado.

## Distribución y hábitat
Bosque tropical caducifolio. Se encuentra a una altitud de 1650 – 1700 m s. n. m. en Michoacán. México (Sinaloa, Zacatlán, Nayarit, Jalisco, Colima, Michoacán, Guerrero, Oaxaca).

## Estado de conservación
Fruto comestible. Esta especie tiene una categoría de especie en Protección especial (PR) según la NOM-059-ECOL-2010.